# Nullenergiestadt Mietraching

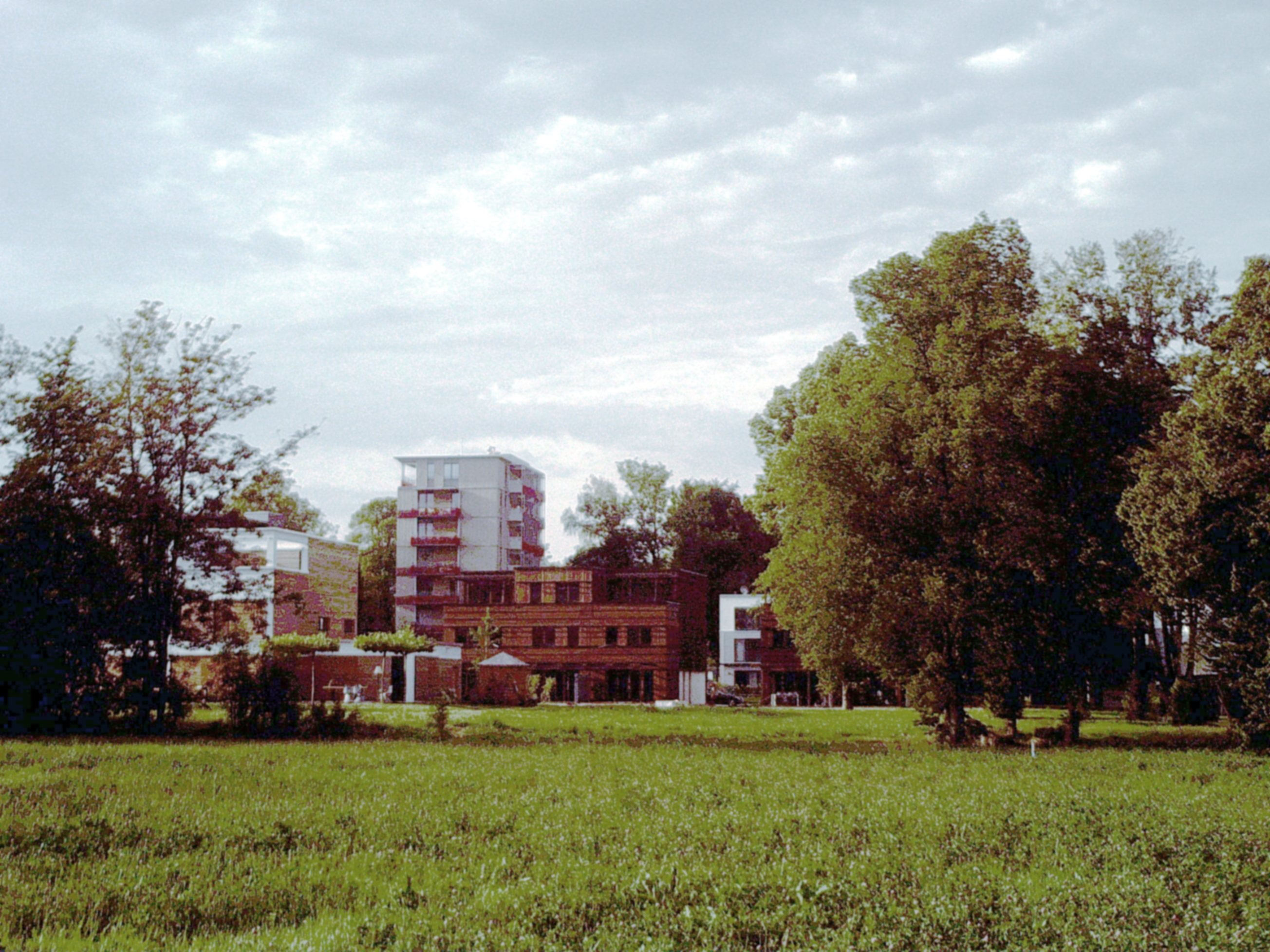
Holzhochbauten

Die Nullenergiestadt Mietraching ist ein Projekt auf dem Boden eines aufgelassenen Geheimdienst-Stützpunkts der USA in der bayerischen Stadt Bad Aibling.

## Geschichte
Nachdem die Bad Aibling Station im Jahre 2004 geschlossen worden war, ging das ausgedehnte Gelände in Bundesbesitz über und stand zunächst leer.
Am 9. November 2005 kaufte die B&O-Gruppe, ein Dienstleister für die Wohnungswirtschaft, etwa die Hälfte des 134 Hektar großen Areals in Mietraching. Als Eigentümer des Geländes wurde die B&O Parkgelände GmbH & Co. KG ausgegründet. B&O beabsichtigte damit, „das Gelände zu einem energetisch vorbildlichen Quartier mit Mischnutzungen von Wohnen, Arbeiten, Freizeit und sozialen Dienstleistungen“ zu entwickeln. Das Gelände sei ideal für ein Zukunftsprojekt einer „Netto-Nullenergiestadt bezogen auf fossile Primärenergieträger. Erreicht werden sollte dies durch die intelligente Vernetzung verschiedener moderner Technologien.“
Die letzten Bebauungspläne aus dem Jahr 2008 unterteilten das Areal in 4 Nutzungszonen: „Wohlfühlpark“, „Technologiepark“, „Landschaftspark“ und „Sportpark“, jedoch bestand zwischen dem Eigentümer und der Stadt Bad Aibling zunächst Uneinigkeit über die Ausgestaltung, weshalb auch Normenkontrollanträge gegen Teile der Bebauungspläne erhoben wurden. In wiederholten Änderungen des Bebauungsplans, zuletzt am 11. Januar 2010, hat die Stadt Bad Aibling mehrere Vorschläge der Architekten Schankula und Müller gebilligt, so dass schließlich Einigung erzielt wurde und im Jahre 2010 mit den Bauarbeiten begonnen werden konnte.
Das Projekt wurde unter anderem vom Bundeswirtschaftsministerium gefördert. Die Nullenergiestadt Mietraching war ein Modellprojekt der Forschungsinitiative EnEff:Stadt im Rahmen des internationalen Programms Energy Conservation in Buildings and Community Systems (ECBCS) der IEA (International Energy Agency).
Im Laufe des Jahres 2011 wurde auf dem Gelände das erste Holz-Hochhaus Deutschlands errichtet (s. u.). Die Firma protarget AG eröffnete Ende 2012 ein Solarkraftwerk auf Basis der CSP-Technik.

## Energetisches Konzept
Als Alternative zu einer Modernisierung des bestehenden Heizkraftwerks wurde ein Mischkonzept unter Nutzung von Biomasse, Solarthermie, Photovoltaik und Verbesserung der Energieeffizienz der sanierten Gebäude entwickelt. Hierzu soll auch der großangelegte Einsatz einer aktiven Gebäudehülle beitragen.
Ergänzend wurde auf einem Sondergebiet für die Nutzung regenerativer Energie ein Solarpark errichtet, der unter anderem ein Sonnenwärmekraftwerk beherbergt.

## Holzhäuser
Als Neubauprojekte entstand ein Ensemble mehrerer Niedrigenergie-Holzbauten („City of Wood“). Besondere Aufmerksamkeit haben Planung und Errichtung von Holzhäusern, die zu den höchsten Holzbauten Europas zählen, geweckt.
Als Pilotprojekt wurde dafür zunächst ein viergeschossiges Holzgebäude (Holz 4 oder H4) errichtet. Die Erfahrungen flossen in die Entwicklung des achtgeschossigen Holzhauses Holz 8 (H8) ein, dessen Richtfest am 11. Juni 2011 gefeiert wurde.
Im Jahre 2013 wurde das für die Gebäude der „City of Wood“ verwendete Bausystem mit dem Anerkennungspreis des Deutschen Holzbaupreises ausgezeichnet.

## Weitere Teilprojekte
Das ehemalige Offizierheim der Bad Aibling Station wurde zu einem Hotel (B&O Parkhotel) umgebaut. Das Vier-Sterne-Hotel, das im Oktober 2008 eröffnet wurde, ist in das Konzept der Nullenergiestadt integriert, es wird über das bestehende Fernwärmenetz und Solarthermie beheizt.
Im Laufe des Jahres 2008 wurden im Bereich „Technologiepark“ einige Firmen angesiedelt.

## Sonstiges
Bereits seit 1989 betrieb der als „Chicken Joe“ bekannte Josef Ecker einen Gastronomiebetrieb auf dem Gelände der Geheimdienstbasis, seit 1999 war dieser die „Biker Base“ des Motorradclubs BAB Bavarian American Brotherhood e. V.
Die Fliegerhalle und andere Einrichtungen des Geländes werden darüber hinaus für verschiedene Veranstaltungen wie Flohmärkte, die Oablinger Rocknacht oder das jährlich stattfindende Süd Ost Rock Festival SORF genutzt.
In der etwa 500 Meter südöstlich gelegenen Liegenschaft der ehemaligen Mangfall-Kaserne befindet sich die BND-Außenstelle Bad Aibling. Bis 2014 war sie als „Fernmeldeweitverkehrsstelle der Bundeswehr“ getarnt. Der BND hat technische Anlagen von der US-amerikanischen National Security Agency (NSA) übernommen.

## Bilder

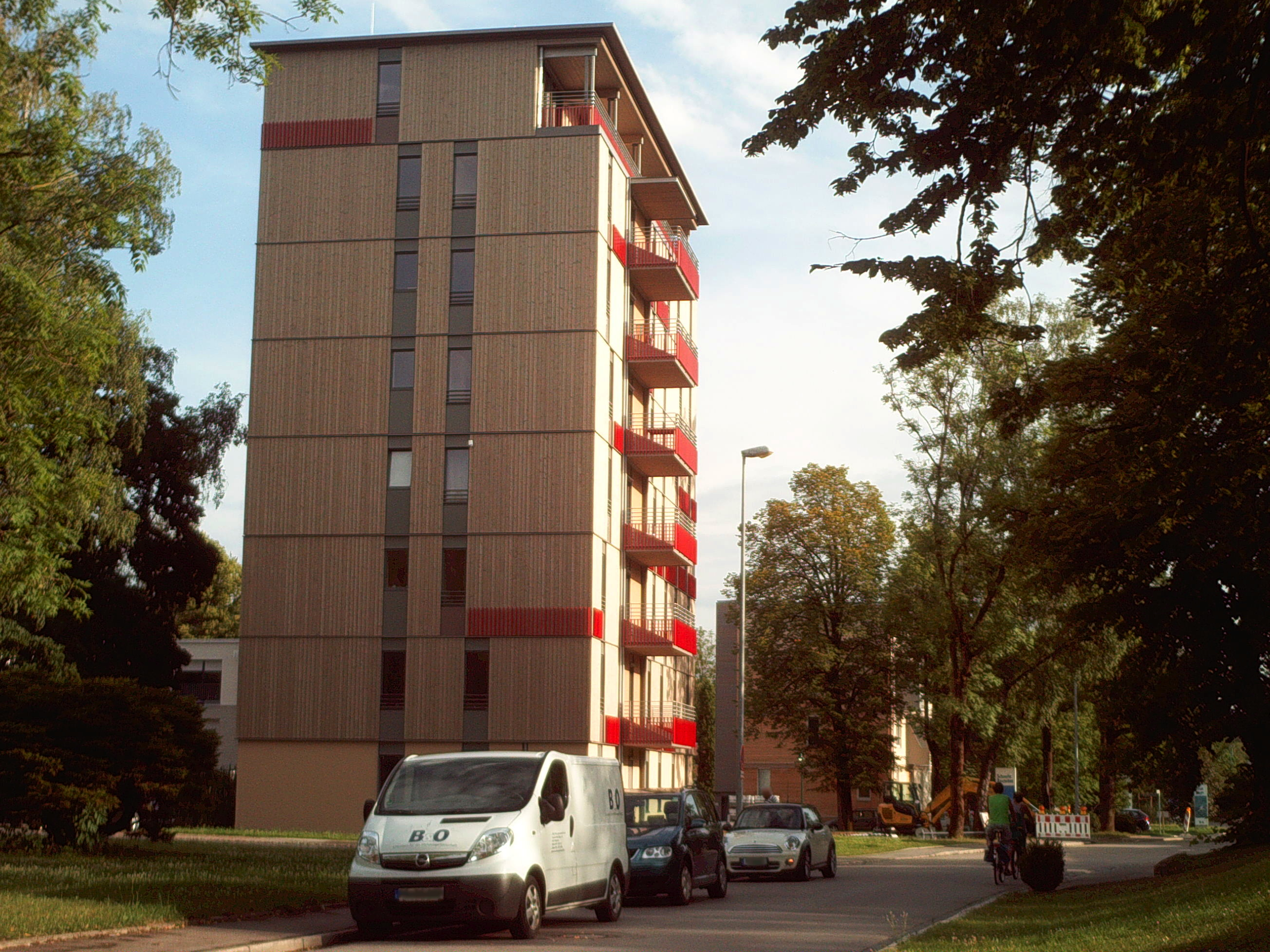
Holzhaus H8
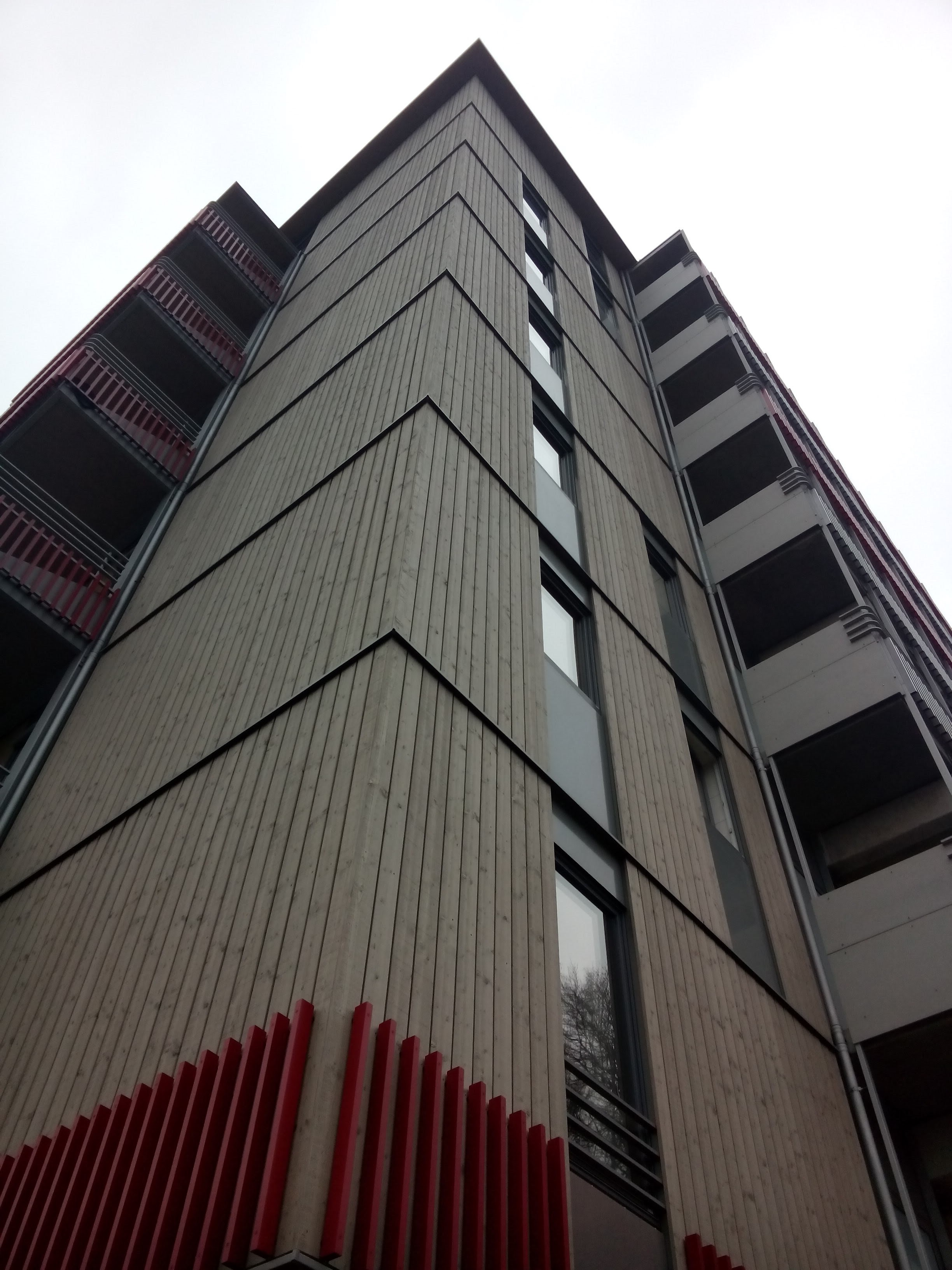
Holzhaus H8 (Metallwinkel, die eine Ausbreitung von Bränden verhindern sollen)
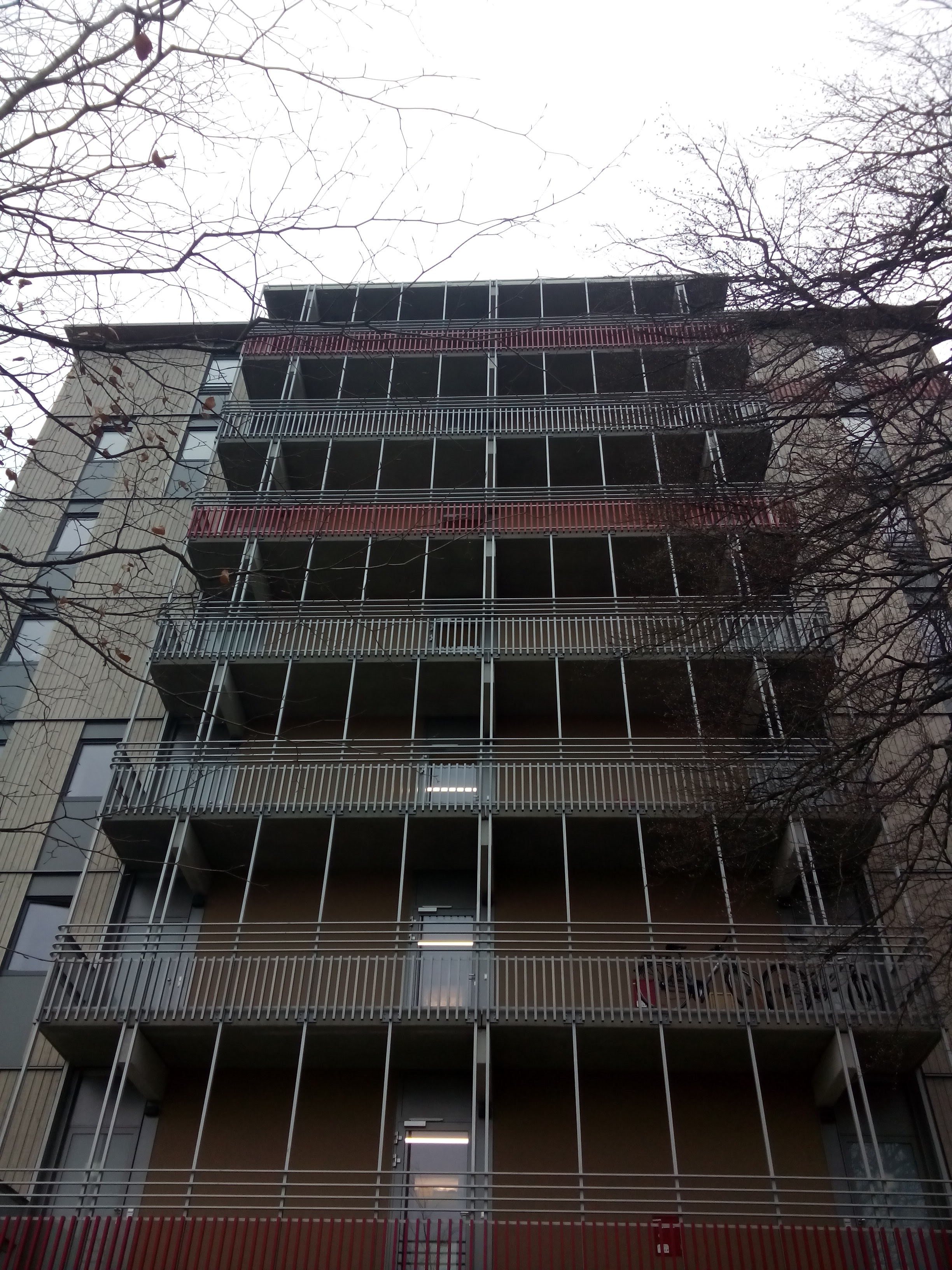
Holzhaus H8 (in Beton ausgeführtes Treppenhaus und Balkone)